# Вор (Западна Вирџинија)
Вор (енгл. War) град је у америчкој савезној држави Западна Вирџинија.

## Демографија
По попису из 2010. године број становника је 862, што је 74 (9,4%) становника више него 2000. године.
| Група             | 2000.       | 2010.       |
| Белци             | 741 (94,0%) | 811 (94,1%) |
| Афроамериканци    | 36 (4,6%)   | 28 (3,2%)   |
| Азијати           | 0 (0,0%)    | 0 (0,0%)    |
| Хиспаноамериканци | 5 (0,6%)    | 5 (0,6%)    |
| Укупно            | 788         | 862         |